# Centre hospitalier national universitaire de Fann
Le Centre hospitalier national universitaire de Fann (CHNU) est un établissement hospitalier de Dakar (Sénégal), pionnier dans le domaine de la psychiatrie en Afrique subsaharienne, et parfois connu sous le nom de École de Fann ou École de Dakar. Il est situé dans le sud-ouest de la capitale, dans le quartier de Fann Résidence, sur la commune d'arrondissement de Fann-Point E-Amitié. Le Centre Hospitalier de l'Ordre de Malte (CHOM), hôpital spécialisé en orthopédie et en léprologie, se situe dans son enceinte. 

## Historique
Le projet de création date de 1955 et les premiers malades, en provenance du centre asilaire du Cap Manuel, arrivent dans le service de Neuropsychiatrie le 17 octobre 1956. L'œuvre du médecin militaire français Henri Collomb contribue à faire connaître l'établissement bien au-delà des frontières du pays. L'action de la pièce de théâtre de Abdou Anta Kâ, Pinthioum Fann, se situe au Centre hospitalier de Fann.

## Organisation

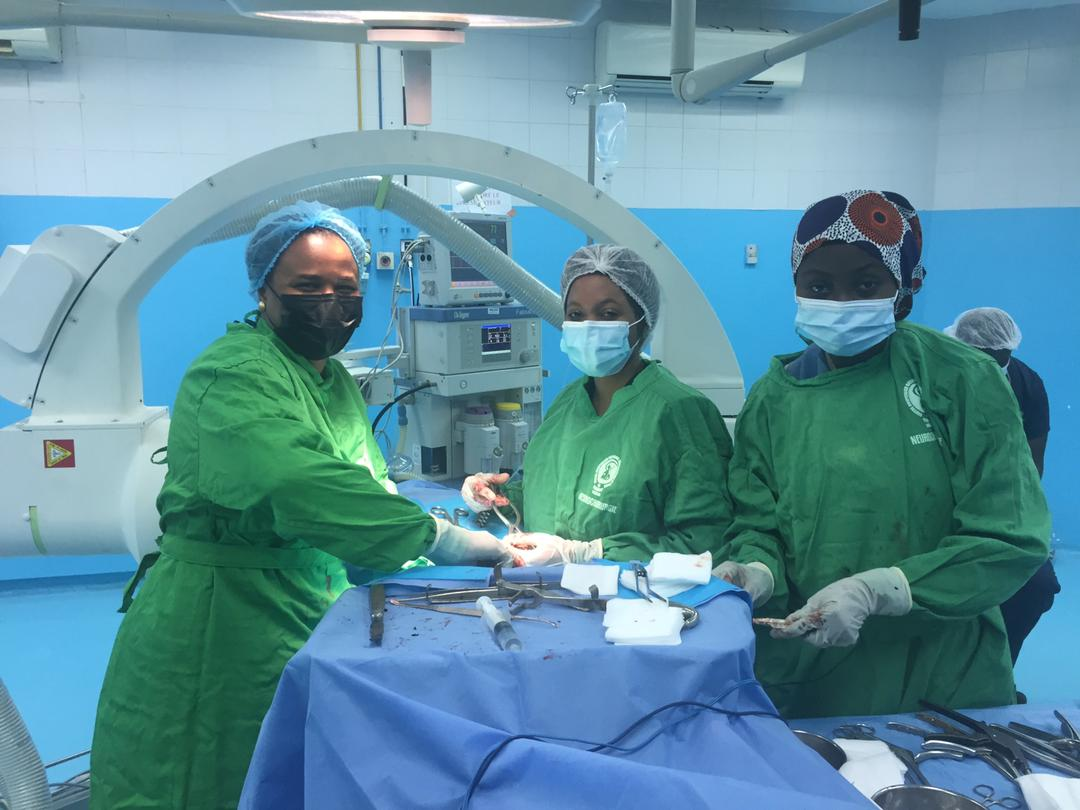